# Panching
Panching wurde das kleinste Fruchtmaß auf den Sulu-Inseln im äußersten Südwesten der Philippinen genannt.
Es soll die Menge einer halben Kokosnussschale betragen haben. Das größere Maß, das Rehga/Raga/Raza, war als Getreidemaß verbreitet. Die Gewichte waren den chinesischen Maßen sehr ähnlich, jedoch mit anderen Namen.
- 8 Panchings =  1 Gantang
- 10 Gantangs = 1 Raza/Raga
- 2 ½ Razas = 1 chinesischer Pecul
- 1 Pecul = 72,172 Kilogramm

Die Maßkette war
- 1 Pecul = 2 Laksas = 20 Booboot = 100 Catty; 1 Catty = 16 Tales = 100 Ammas = 1000 Choosok

Ein Gantang Reis wurde mit dem Gewicht von 4 chinesischen Cattis/Kättis gerechnet.